# Historisch Nieuwsblad
Historisch Nieuwsblad és una revista d'història neerlandesa. El seu primer número es va publicar el desembre del 1991.

## Història
Els primers anys, Historisch Nieuwsblad va ser publicat per Historisch Platform, una associació fundada el 1991 que tenia com a objectiu divulgar els resultats de recerques històriques. L'1 de gener del 2000, la revista va ser adquirida per l'editorial Veen Magazines.
Historisch Nieuwsblad és coorganitzadora del Gran Concurs de la Història i del Mes de la Història. El 2007, en col·laboració amb el diari De Volkskrant, Historisch Nieuwsblad va prendre la iniciativa pel Gran Premi de la Història, que des del 2010 es diu Premi Libris d'Història. Des de l'estiu del 2008, la redacció de Historisch Nieuwsblad també publica la revista Maarten!, una revista d'història al voltant de l'historiador Maarten van Rossem.

## Tiratge
Tiratge pagat segons l'Institut de Tiratge.
- 2011: 21.658
- 2012: 20.062 (-7,4%)
- 2013: 17.755 (-11,5%)
- 2014: 15.740 (-11,3%)
- 2015: 14.335 (-8,9%)
- 2016: 13.479 (-6,0%)
- 2017: 12.911 (-4,2%)
- 2018: 11.330 (-12,2%)

## Directors
- 1991-1997: Jos Palm
- 1997-2017: Frans Smits
- 2017-ara: Annemarie Lavèn